# Fishtank (seconda edizione)
La seconda edizione del reality show Fishtank è andata in onda in diretta dal sito web fishtank.live dal 18 dicembre 2023 al 28 gennaio 2024. 
Il programma prevedeva di rinchiudere in una casa, per 6 settimane, un gruppo di 10 concorrenti sconosciuti tra loro che durante il periodo pattuito si sarebbero cimentati in delle sfide ad eliminazione a intervalli regolari, fino ad arrivare ad avere un vincitore, che avrebbe portato a casa un premio in denaro. A causa di imprevisti e decisioni prese dal cast per incrementare l'intrattenimento, il programma ha preso una piega più concentrata sull'improvvisazione, come eliminazioni inaspettate o l'introduzione di altri personaggi all'interno della casa. L'edizione è stata vinta da TJ, che si è aggiudicato un premio in denaro di 50.000 $.

## Concorrenti
I dieci concorrenti (chiamati "fish") principali della prima edizione di Fishtank sono dei giovani adulti comuni, non famosi, dalle personalità intriganti e particolari, selezionati con l'obbiettivo di creare uno spettacolo più accattivante per gli spettatori. Le uniche informazioni su di loro vengono dalle brevi descrizioni testuali fornite sul sito del programma (talvolta contenenti informazioni false), aiutando a mantenere un alone di mistero e incrementando il desiderio di conoscerli attraverso i loro comportamenti durante la durata del programma.
| Nome     | Età | Sesso   | Luogo di provenienza        | Stato                         |
| -------- | --- | ------- | --------------------------- | ----------------------------- |
| TJ       | 23  | Maschio | Michigan, Stati Uniti       | Vincitore                     |
| Shinji   | 23  | Maschio | Giappone                    | Eliminato il 28 gennaio 2024  |
| Tayleigh | 22  | Femmina | Stephenville, Stati Uniti   | Eliminata il 28 gennaio 2024  |
| Trisha   | 23  | Femmina | Ridgecrest, Stati Uniti     | Eliminata il 21 gennaio 2024  |
| Jimmy    | 27  | Maschio | Guilford, Stati Uniti       | Eliminato il 9 gennaio 2024   |
| Brian    | 27  | Maschio | Mount Pleasant, Stati Uniti | Eliminato il 4 gennaio 2024   |
| Cole     | 22  | Maschio | Little Rock, Stati Uniti    | Eliminato il 27 dicembre 2023 |
| Megan    | 23  | Femmina | Sandusky, Stati Uniti       | Eliminata il 25 dicembre 2023 |
| JC       | 18  | Femmina | Taiwan                      | Eliminata il 22 dicembre 2023 |
| Summer   | 21  | Femmina | Kansas, Stati Uniti         | Eliminata il 22 dicembre 2023 |

Durante il programma, sono stati introdotti degli ulteriori personaggi (chiamati "Freeloaders") nella casa. Non possono partecipare nella competizione per il premio finale in denaro, ma possono interagire con i fish e partecipare ad alcune sfide. La maggior parte dei freeloaders sono personaggi inediti oppure noti sul web, mentre altri sono ex concorrenti che dopo l'uscita dalla casa sono ritornati con un nuovo ruolo.
| Nome             | Età | Sesso   | Luogo di provenienza        |
| ---------------- | --- | ------- | --------------------------- |
| Alex             | 29  | Maschio | Dallas, Stati Uniti         |
| Ali              | ??  | Femmina | Brasile                     |
| Britney          | ??  | Femmina | Jacksonville, Stati Uniti   |
| Chris            | ??  | Maschio | Michigan, Stati Uniti       |
| Delaney          | 33  | Femmina | Myrtle Beach, Stati Uniti   |
| Duany'ay         | 24  | Maschio | Jacksonville, Stati Uniti   |
| Frank            | ??  | Maschio | Abilene, Stati Uniti        |
| Mr. Beast / Greg | 27  | Maschio | Tennessee, Stati Uniti      |
| Nifty            | 32  | Femmina | Boston, Stati Uniti         |
| Oliver           | 25  | Maschio | Christchurch, Nuova Zelanda |
| Tai              | ??  | Maschio | Pflugerville, Stati Uniti   |
| Taylor           | 21  | Femmina | Fort Peirce, Stati Uniti    |
| Trisha           | 23  | Femmina | Ridgecrest, Stati Uniti     |